# Ferdinand Bojakovský
Ferdinand svobodný pán Bojakovský z Knurova (22. ledna 1832 Malhotice – 4. září 1896 Malhotice), byl rakouský šlechtic a politik z Moravy, v 2. polovině 19. století poslanec Říšské rady a starosta Kroměříže.

## Biografie
Byl statkářem z Kroměříže. Pocházel z šlechtické rodiny Bojakovských z Knurova, kteří v 17. století získali od kardinála Františka z Ditrichštejna jako léno Malhotice a roku 1728 byli povýšeni na svobodné pány. Narodil se roku 1832. Od roku 1859 studoval na Jagellonské univerzitě v Krakově národohospodářství. Pak nastoupil jako arcibiskupský dvorní rada.
V roce 1884 se stal starostou Kroměříže. Hlásil se k českému národu, ovšem moravské listy v úmrtích zprávách uváděly, že nebyl národovcem v přísném toho slova smyslu. Zasadil se o přechod kroměřížské radnice do českých rukou. Měl blízko k arcibiskupovi Bedřichu z Fürstenberka.
V zemských volbách roku 1871 byl zvolen na Moravský zemský sněm za kurii velkostatkářskou, II. sbor. Na sněm se vrátil v zemských volbách roku 1884, nyní za městskou kurii, obvod Kroměříž. Byl též členem Moravského zemského výboru.
Působil i jako poslanec Říšské rady (celostátního parlamentu Předlitavska), kam usedl ve volbách roku 1885 za kurii městskou na Moravě, obvod Kroměříž, Uherské Hradiště atd. Ve volbách porazil německého liberála Adolfa Prombera. Ve volebním období 1885–1891 se uvádí jako baron Ferdinand Bojakowski von Knurow, statkář a starosta, bytem Kroměříž.
Na Říšské radě se přidal k Českému klubu, který od konce 70. let sdružoval staročechy, mladočechy, českou konzervativní šlechtu a moravské národní poslance.
Zemřel v září 1896 na svém statku.